# He aquí el hombre
Behold the Man o He aquí el hombre es una novela de ciencia ficción del autor inglés Michael Moorcock.

## Argumento
Karl Glogauer, individuo con problemas de autoestima y que ha perdido la fe en todo, con una vida abocada a una espiral descendente hacia un abismo personal, acepta un trabajo que le llevará a ser el protagonista de una aventura sin igual: Viajar al pasado (y, con suerte, poder volver).
El escenario elegido resulta ser la supuesta infancia de Jesús. Allí, en la Galilea de hace dos mil años, descubre otras historias dentro del desarrollo general de la trama, que desembocará en un final imprevisible.
Uno de los libros más dinámicos de Moorcock, el tronco de la historia navega en una mezcla de thriller y aventuras, con un comienzo y un final digno del mayor de los dramas.
| Predecesor                       | Premios de He aquí el hombre                 | Sucesor                               |
| -------------------------------- | -------------------------------------------- | ------------------------------------- |
| El último castillo de Jack Vance | Premio Nébula a la mejor novela corta (1967) | El vuelo del dragón de Anne McCaffrey |

- Datos: Q4346922